# Swiftsure-Klasse (1973)
Die nuklear angetriebenen U-Boote der Swiftsure-Klasse der Royal Navy dienten bis 2010 als Angriffs- und Flotten-U-Boote.

## Geschichte
Insgesamt wurden sechs SSN gebaut, von denen seit 2010 keines mehr in Dienst steht:
- HMS Swiftsure S126 (1973–1992), wird als erstes britisches Atom U-Boot bis 2026 komplett abgewrackt[1]
- HMS Sovereign S108  (1974–2006)
- HMS Superb S109  (1976–2008)
- HMS Sceptre S104  (1978–2010)
- HMS Spartan S105  (1979–2006)
- HMS Splendid S106 (1981–2004)

Als letztes Boot der Klasse verließ die Sceptre am 10. Dezember 2010 die Flotte. 2003 wurde entschieden, kein Nachfolgemodell für die Swiftsure-Klasse anzuschaffen. Die ursprünglich hierfür konzipierte Astute-Klasse wird somit lediglich die U-Boote der Trafalgar-Klasse ersetzen. Die Gesamtzahl der U-Boote verringert sich hierdurch langfristig von 13 auf sieben.

### Unfall der HMSSuperb
Am 26. Mai 2008 kollidierte die Superb mit 112 Besatzungsmitgliedern unter dem Kommandanten Steve Drysdale im Roten Meer, rund 120 km südlich von Sues, in einer Tiefe von 132 Metern mit einem Unterwasserfelsen. Dabei wurde das Sonarsystem an Bord erheblich beschädigt und es entstand geringer Schaden an den Ballasttanks. Die Superb befand sich zum Zeitpunkt des Unfalls auf dem Weg in den Indischen Ozean und lief nach der Kollision den jordanischen Stützpunkt Aqaba an, um den Schaden zu inspizieren. Erste Reparaturarbeiten wurden am 9. Juni in Souda Bay auf Kreta durchgeführt, am 28. Juni kehrte das U-Boot schließlich nach England zurück. Auf dem Stützpunkt Devonport wurden weitere Untersuchungen durchgeführt um zu entscheiden, ob die Superb noch einmal in den operativen Dienst zurückkehren sollte, da ihre Ausmusterung ohnehin für 2009 geplant war. Es wurde entschieden, dass sich eine Instandsetzung für die wenigen verbleibenden Monate nicht mehr lohnen würde, so dass sie am 26. September 2008 ausgemustert wurde.

## Technik
Die Boote dieser Klasse werden durch einen Druckwasserreaktor angetrieben und waren als Angriffs-U-Boote während des Kalten Krieges konzipiert. Von 1997 bis 2002 wurden die Boote überholt, um es ihnen zu ermöglichen, Marschflugkörper vom Typ BGM-109 Tomahawk in der Landangriffsvariante (TLAM) abzufeuern.